# David Yallop
David Anthony Yallop (Londres, 27 de janeiro de 1937 - Londres, 23 de agosto de 2018) foi um autor britânico agnóstico   que escreveu principalmente sobre crimes não resolvidos. Na década de 1970, também contribuiu com scripts para uma série de espetáculos de comédia da BBC. Ele também foi um dos co-autores da autobiografia de Graham Chapman, A Liar's Autobiography (Volume VI).
Foi casado duas vezes e teve cinco filhos. 
Morreu devido a complicações de uma pneumonia, em Londres.

## Livros
Seus livros incluem:
- To Encourage The Others (sobre o caso do assassinato de Craig/Bentley)
- The Day The Laughter Stopped (uma biografia de Roscoe "Fatty" Arbuckle)
- Beyond Reasonable Doubt? (sobre a condenação de um fazendeiro da Nova Zelândia, Arthur Allan Thomas (mais tarde perdoado), pelo assassinato de Harvey e Jeanette Crewe) que foi transformado em um filme docudrama
- Deliver Us From Evil (sobre Yorkshire Ripper)
- In God's Name: An Investigation into the Murder  of Pope John Paul I (sobre a morte do Papa João Paulo I)[3]
- To the Ends of the Earth (sobre a captura de Carlos)
- How They Stole the Game (sobre futebol: denuncia a transformação do futebol em um negócio, casos de corrupção e conspirações na FIFA)[4][5]
- Unholy Alliance (sobre o tráfico internacional de drogas e a corrupção política resultante)
- The Power and the Glory (sobre o papado de João Paulo II, especialmente seu papel na comunidade internacional)[6]